# Flat Rock (contea di Henderson, Carolina del Nord)
Flat Rock è un villaggio degli Stati Uniti d'America, situato in Carolina del Nord, nella contea di Henderson.